# ألتيليا (إيطاليا)
ألتيليا هي قرية وكومونا (بلدية) في مقاطعة كوزنسا في منطقة كالابريا بجنوب إيطاليا. والبلدية تتضمن فريزيوني مايوني .

## روابط خارجية
- Town photo[وصلة مكسورة]
- Altilia Photos from Panoramio.com